# Христо Попов (илюзионист)
Вижте пояснителната страница за други личности с името Христо Попов.
Христо Попов, по прякори Картела и Кристел, е български жонгльор и илюзионист.

## Биография
Следва инженерство във ВМЕИ, но още в студентските си години, през 1983 г., започва да се занимава с вариететно и цирково изкуство. Делил е сцена с Емил Димитров, Георги Парцалев, Георги Калоянчев, Кичка Бодурова.
Имал е турнета в страни като Полша, Кипър, Южна Корея, Япония, Италия, САЩ. Член е на Международната асоциация на жонгльорите.